# Сан Фернандо, Куатро де Октубре (Алтар)
Сан Фернандо, Куатро де Октубре (шп. San Fernando, Cuatro de Octubre) насеље је у Мексику у савезној држави Сонора у општини Алтар. Насеље се налази на надморској висини од 590 м.

## Становништво
Према подацима из 2010. године у насељу је живео 1 становник.

### Хронологија
| Година       | 2000       | 2005      | 2010 |
| ------------ | ---------- | --------- | ---- |
| Становништво | 10 (5 / 5) | 7 (5 / 2) | 1    |

### Попис
| # | Индикатор                     | Вредност |
| - | ----------------------------- | -------- |
| 1 | Укупно домаћинстава           | 4        |
| 2 | Укупно насељених домаћинстава | 1        |
| 3 | Величина локације             | 1        |